# Wang Zhengnan muzhiming
Il Wang Zhengnan muzhiming (王征南墓志铭, L'epitaffio di Wang Zhengnan) è un importante documento delle arti marziali cinesi. È lo scritto che si trova sulla stele della tomba del maestro Wang Zhengnan, realizzato nel 1669, per opera di Huang Zongxi (黄宗羲). È il testo più antico dove appaiono menzionati Zhang Sanfeng (张三峰) ed il Neijiaquan. Sempre in questo testo a Zhang sarebbe attribuita la fondazione di questo stile. Secondo questo epitaffio durante la dinastia Song, Zhang Sanfeng, ricevette in sogno l'insegnamento di Zhenwu (真武, divinità a cui è consacrato il Wudangshan) che gli rivelò i segreti dell'arte del combattimento. Al suo risveglio l'eremita lasciò il suo ritiro per presentarsi alla corte dell'imperatore Huizong. Intanto Zhang, cammino facendo, aveva decimato centinaia di briganti che infestavano la regione. L'Epitaffio precisa che l'arte marziale di Zhang, passò in seguito nella provincia dello Shaanxi dove egli reclutò un certo Wang Zong, poi a Chen Zoutong di Wenzhou nello Zhejiang. Questa arte conosciuta come Neijiaquan si impiantò quindi nella regione del Simingshan con il maestro Zhang Songxi.
Del maestro Wang Zhengnan, il suo epitaffio, ricorda che seguì l'insegnamento di Dan Henchen, dopo aver faticato lungamente per divenirne discepolo.  Siccome Dan non voleva rivelargli i segreti della sua arte, Wang lo spiava, perciò quando il maestro si ammalò gravemente egli si trovò ad essere l'unico discepolo al suo capezzale ed in ricompensa ricevette tutti i segreti del Neijiaquan. In seguito combatté nell'esercito Ming contro i Mancesi. Quando la sconfitta della dinastia Ming fu totale, Wang si ritirò a Ningbo vivendo nell'anonimato e rifiutando di mangiare carne finché il suo paese fosse stato occupato.